# أحمد بن حجازي الفشني
شهاب الدين أحمد بن حجازي بن بدير الفشني (978 هـ / 1570 م) فقيه شافعيّ، من المشتغلين بالحديث. نسبته إلى الفشن بمصر، قال الزبيدي: نُسب اليها جماعة من المتأخرين.

## مؤلفاته
له كتب منها:
1. المجالس السنية في الكلام على الأربعين النووية: أنجزه تأليفا في المحرم سنة 978هـ.
2. تحفة الحبيب بشرح نظم غاية التقريب: في الفقه الشافعي.
3. مواهب الصمد في حل ألفاظ الزّبد.
4. تحفة الإخوان: أوراد.
5. تحفة الإخوان في علم الفرح والأحزان.
6. القلادة الجوهرية شرح لنظم الأجرومية للعمريطي.